# Spilosoma sumatrana
Spilosoma sumatrana là một loài bướm đêm thuộc phân họ Arctiinae, họ Erebidae.